# Guttazione

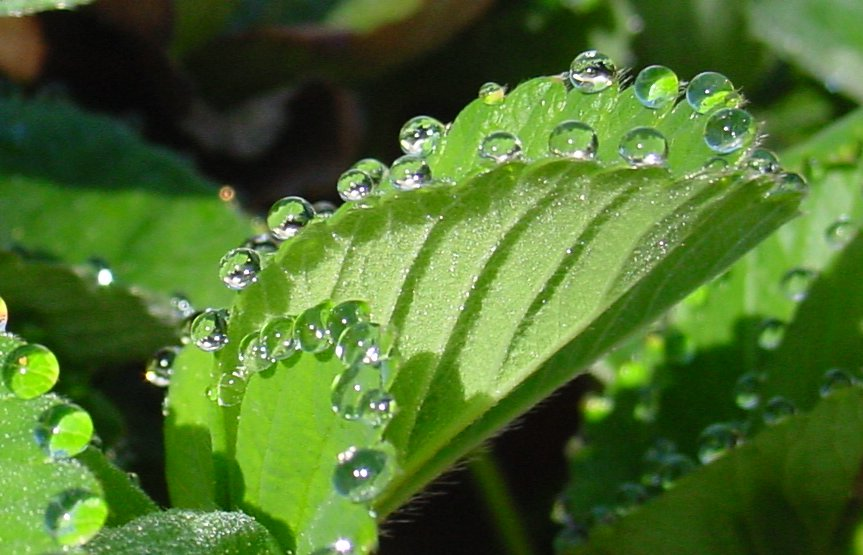
Guttazione in foglie di fragola.

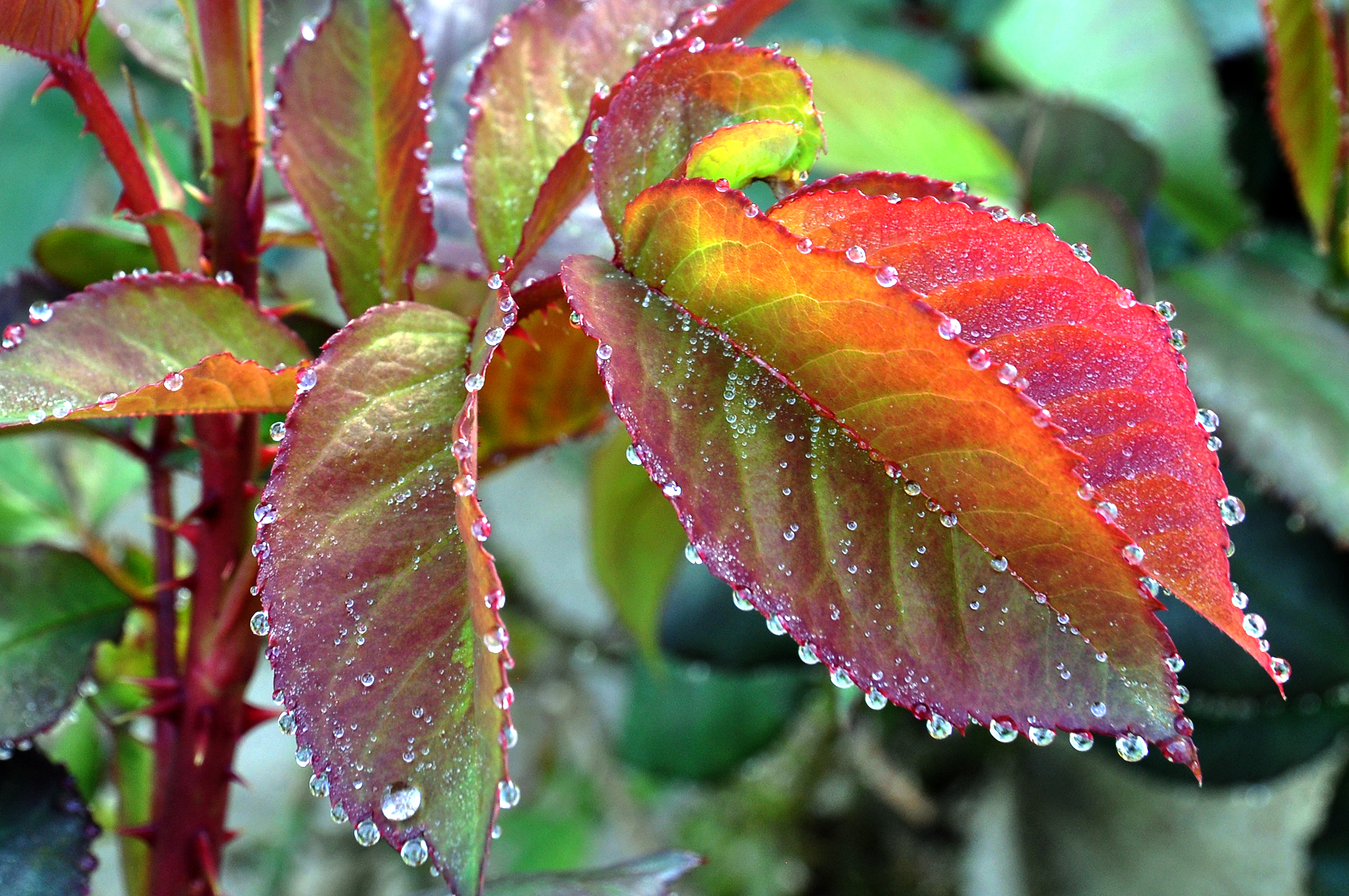
Guttazione sulle foglie di un cespuglio di rose

La guttazione consiste nell'eliminazione di acqua allo stato liquido dalle foglie che si verifica quando, per l'eccessiva umidità atmosferica, la traspirazione non può avvenire regolarmente o quando la quantità d'acqua assorbita dalle radici è superiore a quella traspirata dalle foglie. Il fenomeno avviene attraverso gli stomi o gli idatodi.

## Descrizione
Nella maggior parte dei casi il liquido eliminato è costituito da acqua pura, ma vi si possono trovare anche sali minerali contenuti in eccesso nella pianta o anche sostanze tossiche per quest'ultima.
La quantità d'acqua che le piante disperdono con la guttazione varia secondo le specie e raggiunge i valori più elevati in alcune piante proprie dei Paesi tropicali.
La produzione di goccioline avvelenate dagli insetticidi sistemici sembra sia la causa della "moria delle api" che, soprattutto nella pianura Padana, ha fatto strage di questi insetti. L'ipotesi è stata avanzata dal prof. Vincenzo Girolami, docente di entomologia all'Università di Padova, nel corso dell'ultima edizione dei Forum fitoiatrici. Altri esperimenti sono stati compiuti dal gruppo di ricerca di chimica analitica della stessa università ad opera del Dott. Andrea Tapparo et al.